# 王戈 (材料学家)
王戈，北京科技大学材料科学与工程学院教授，2011年度中国教育部长江学者特聘教授，主要从事基于计算和数据驱动的新型催化材料开发等方面的研究工作。王戈毕业于东北师范大学、密歇根大学，2006年起在北京科技大学任教。